# 軌道ノ抵当ニ関スル法律
軌道ノ抵当ニ関スル法律（きどうのていとうにかんするほうりつ、明治42年法律第28号）は、軌道営業者が所有する軌道施設等への抵当権設定に関する日本の法律である。題名がなく、件名は明治四十二年法律第二十八号（軌道ノ抵当ニ関スル法律）。
主要な事項は鉄道抵当法に準じ、軌道財団設定をもって抵当権の目的としている。1909年（明治42年）4月13日に公布。所管省庁は法務省。
この法律の対象者は株式会社である軌道営業者となっている。それ以外の軌道営業者（公営など）の軌道の抵当については別途定めることとしている（第4条）が、現在これを定めた法律等は制定されていない（※）。
また、この法律は運河法13条で運河の抵当に準用されるが、運河財団は一度も成立していない。（当時の建設省回答による。）
なお法務省は、すべての財団抵当を統合してかつ全業種使えるように財団抵当法にまとめると報道されている。
（※）参考
地方公共団体ガ譲受クル軌道財団及自動車交通事業財団並ニ此等ヲ目的トスル抵当権ニ関スル件（昭和17年勅令第60号）
廃止：日本国有鉄道改革法等の施行に伴う関係政令の整備等に関する政令（昭和62年政令第54号）：1987年（昭和62年）4月1日施行

## 法律の構成
- 第1条（鉄道抵当法の準用）
- 第2条（軌道財団の組成）
- 第3条（財団に属するものの無償引渡と抵当権の消滅）
- 第4条（軌道営業者が株式会社でないときの軌道の抵当）
- 附則